# Остапенко Меланія Семенівна
Меланія Семенівна Остапенко (? — ?) — українська радянська діячка, вчителька Сосницької семирічної (неповної середньої) школи Сосницького району Чернігівської області. Депутат Верховної Ради СРСР 4-го скликання.

## Життєпис
Освіта вища.
На 1954 рік — вчителька Сосницької семирічної (неповної середньої) школи Сосницького району Чернігівської області.

## Нагороди
- ордени
- медалі